# Jason Chikere
Jason Ikenna Ferdinand Chikere jr. (11 febbraio 1998) è un giocatore di football americano tedesco, che gioca come nose tackle per i Rhein Fire.
Inizia a giocare nel 2015 per le giovanili dei Dortmund Giants e l'anno successivo si trasferisce ai Cologne Crocodiles, per andare a giocare nelle stagioni 2018 e 2019 nella squadra universitaria statunitense degli NMMI Broncos. Tornato in Europa nel 2022,passa in ELF con i Rhein Fire.

## Palmarès
- 2 ELF Championship (Rhein Fire, 2023, 2024)